# Mineral del Chico (municipi)
El municipi de Mineral del Chico és un dels vuitanta-quatre municipis que conformen l'estat d'Hidalgo, a Mèxic. La població cap de municipi és la localitat de Mineral del Chico.
El municipi és localitzat al centre del territori d'Hidalgo, entre els paral·lels 20° 08’ i 20° 18’ de latitud nord i els meridians 98° 39’ i 98° 51’ de longitud oest; amb una altitud entre 1600 i 3200 msnm. El municipi té una superfície de 193.82 km², i representa el 0.93% de la superfície de l'estat; dins la regió geogràfica denominada Comarca Minera.
Limita al nord amb els municipis d'Actopan i Atotonilco el Grande; a l'est amb els municipis d'Atotonilco el Grande, Omitlán de Juárez i Mineral del Monte; al sud amb els municipis de Pachuca de Soto i San Agustín Tlaxiaca; a l'oest amb els municipis de San Agustín Tlaxiaca, El Arenal i Actopan.

## Toponímia
Originalment anomenat Atotonilco el Chico, després de trobar-s'hi les mines va passar a anomenar-se Real del Chico, i d'allà Mineral del Chico.